# Gaius Sentius Saturninus (consul in 19 v.Chr.)
Gaius Sentius Saturnius was een Romeins politicus en bestuurder in de Augusteïsche tijd.
Saturninus stamde uit een republikeinse senatorenfamilie, die Atina als herkomst had. Hij wordt voor het eerst vermeld als volgeling van Sextus Pompeius, maar schijnt van zijde te hebben gewisseld, aangezien hij in 19 v.Chr. tot consul werd gekozen. Daarna was hij proconsul in Africa en in het jaar 7 v.Chr. legatus Augusti pro praetore in Syria.
In de jaren 4 tot 6 n.Chr. vocht Saturninus vermoedelijk onder het bevel van Tiberius in Germanië, waarvoor hij met de ornamenta triumphalia werd onderscheiden.
Hij had drie zonen, van wie twee het tot een consulaat schopten: Gaius Sentius Saturninus en Gnaeus Sentius Saturninus.